# 한선수
한선수(韓敾洙, 1985년 12월 16일~)는 대한민국의 배구 선수로 포지션은 세터이다. 현재 V-리그의 인천 대한항공 점보스 소속으로 활동하고 있다.

## 약력

### 대학교
한선수는 한양대학교 재학 시절, 인하대학교의 세터 유광우에게 가려져 큰 주목을 받지 못했다. 그는 2007~2008 시즌 신인 드래프트에서 2라운드 2순위로 인천 대한항공 점보스의 지명을 받아 입단했다.

### 대한항공 입단
사실 한선수는 대전 삼성화재 블루팡스의 선수가 될 뻔하였다. 당시 문용관 인천 대한항공 점보스 전 감독은 팀의 가장 약점으로 평가받던 세터를 신인 드래프트에서 보강하겠다고 밝힌 바 있다. 특히나 김요한과 함께 인하대학교의 전관 우승을 이루었던 대학 최고 세터 유광우를 뽑겠다는 강한 의사를 내비쳤다. 2007-2008 남자 프로배구 신인 드래프트에서 1라운드 1순위 지명권은 구미 LIG손해보험 그레이터스가 가져갔고, 1라운드 1순위로 김요한을 지명하였다. 1라운드 2순위 지명권은 상대적으로 추첨 확률이 높은 인천 대한항공 점보스에게 돌아갈 예정이었다. 하지만 대전 삼성화재 블루팡스가 1라운드 2순위 지명권을 가져가게 되었고 1라운드 2순위로 유광우를 지명하게 된다. 인천 대한항공 점보스는 어쩔 수 없이 2라운드 2순위로 한선수를 지명하였다. 구슬의 엇갈린 향방으로 팀은 완전히 뒤바뀌게 되었는데 예상대로였다면 유광우는 인천 대한항공 점보스행이었고 한선수는 대전 삼성화재 블루팡스행이었다.

### 2007-2008 시즌
2007-2008 시즌 당시, 인천 대한항공 점보스는 보비라는 걸출한 한국형 용병이 있어 팀 우승 체제를 갖췄다는 평까지 듣게 되며 대전 삼성화재 블루팡스와 정규 리그 1위까지 다투는 시즌을 보냈다. 하지만 다른 팀보다 세터가 약하다는 지적을 계속 받게 된다. 이에 문용관 감독은 드래프트에서 놓친 세터 유광우에 대한 미련을 접지 못해 한선수와 진상헌을 유광우를 상대로 삼성화재와 2:1 트레이드 카드를 제안하였으나 신치용 감독이 거절했다. 포스트 시즌을 앞두고 정규 리그가 끝날 무렵 인천 대한항공 점보스의 주전 세터였던 김영석은 경기 중 발목이 돌아가는 부상을 당하게 되고 문용관 감독은 백업 세터였던 한선수를 기용하게 된다. 한선수는 속공, 시간차, 신인만이 가질 수 있는 겁 없는 대범함으로 김영석의 빈 자리를 채웠고 세트 플레이에 능수능란함을 뽐내며 팀 감독의 눈에 확실히 자리 잡아 포스트시즌 주전 자리를 꿰차게 된다. 결과는 노련미와 경험이 넘치는 최태웅의 대전 삼성화재 블루팡스가 정규 리그 우승을 하게 되고 대한항공은 프로 출범 후 첫 정규 리그 2위의 기염을 토하지만 플레이오프에서 현대캐피탈에 대역전극을 당하며 챔프전 진출에 실패하게 된다. 팀의 성적은 무척 아쉬웠지만 한선수는 능력을 인정받아 대한항공의 주전 세터로 자리 잡는 기회를 가지게 된다.

### 2008-2009 시즌
2008-2009 시즌 진준택 감독이 대한항공에 부임하고 한선수는 2년차의 철저한 시련을 맛보게 된다. 바로 한선수의 기복이 큰 토스웍이 문제였다. 2~3년차의 한선수는 들쭉날쭉한 토스로 공격수가 이에 맞춰서 공격을 해야 했고 토스 속도는 빠를 지라도 볼 끝이 떨어지는 토스를 자주 선보이곤 했다. 가장 큰 문제는 초반에 잘 하다가도 세트 후반 20점만 넘어가면 토스 범실을 하는 등 흔들리는 모습을 자주 보였다. 세터를 중시하였던 진준택 감독은 한선수의 장점인 재기 발람함이나 대범한 토스를 칭찬하기보다 안정적이지 못한 토스웍에 혼을 내기 시작했고 나중엔 주전에서 제외하는 강경한 모습을 보이기도 했다. 이 때의 한선수는 벤치에서의 모습을 더 많이 볼 수 있었고 선발로 뛰어도 대범하고 자기만의 특색을 살린 토스의 모습은 보기 힘들었다. 안정적인 볼 배급만을 원했던 감독과의 색깔과는 너무나 달랐기 때문이다. 불과 물의 만남은 역시나 성적을 낼 수 없었고 결과는 용병과의 호흡 불일치와 한선수의 세터 자질 문제까지 불거져 여전히 인천 대한항공 점보스는 3위에서 벗어날 수 없었다. 그리고 인천 대한항공 점보스는 2008-2009 정규 시즌 3위에 머무르게 된다.

### 2009-2010시즌
시즌을 앞두고 인천 대한항공 점보스는 기량이 향상된 한선수와 함께 풍부한 백업 요원을 갖춰 우승 후보로서 확고하게 자리했다. 하지만, 막상 뚜껑을 연 인천 대한항공 점보스는 개막 2연패에 빠지는 등 초반부터 삐걱대기 시작했고 9경기에서 4승 5패로 부진하자 진준택 감독이 물러나고 5라운드부터는 익년 세터 전력 강화 차원에서 팀에 합류했던 신영철 세터 코치가 감독 대행으로 지휘봉을 잡았다. 신영철 감독 대행 취임 이후 인천 대한항공 점보스는 12경기에서 11승 1패를 기록, 180도 달라진 모습으로 프로 배구에 새 바람을 일으켰고, 신영철 세터 코치도 정식 감독으로 승격되었다. 인천 대한항공 점보스의 확실한 변화의 중심에는 한선수가 있었다. ‘배구는 세터 놀음’이라는 말처럼 세터가 한 팀에서 차지하는 비중은 상당하다. 한선수의 기량 발전이 곧 인천 대한항공 점보스의 전력 상승으로 이어진 셈이다. 그 동안 경험 부족이 약점으로 꼽혔던 한선수는 프로 3년차가 됐고, 50경기 이상 출장했으며, 국가대표로서 아시아남자선수권대회에서 세터상을 수상하는 등 국제 무대에서도 맹활약해 자신의 약점을 커버하기 시작했다. 더욱이 현역 시절 ‘컴퓨터 세터’라는 별명이 말해 주듯 대한민국 최고의 세터로 이름을 날렸던 신영철 세터 코치가 지도한 이후 더욱 급격한 성장 곡선을 그렸다.

### 2010-2011시즌
월드리그와 광저우 아시안 게임을 뛰며 국제대회 경험 등에서 큰 도움을 얻은 한선수는 정규 시즌 내내 흔들리는 모습은 찾기 힘들 정도였고 블로커를 빼주는 토스는 감탄을 일으킬 정도로 빠르고 정확했다. 그동안 인기로는 자타가 인정하는 배구계 no.1 선수지만 실력 면에선 2% 부족하다는 평가를 받았지만 실력까지 인정받을 만큼 성장한 것이다. 그 비결은 인천 대한항공 점보스의 신영철 감독에게 있었다. 그는 한선수에게 가르치려 하기보단 혼자 숙제를 풀어 나가라는 방법을 제시했다. 본인은 하고 싶은 플레이를 하게 하고 경기에 대한 책임감도 자연스럽게 따라오게 해서 흔들리지 않는 위기극복 능력과 노련미까지 생긴 것이다. 막강한 서브와 안정적인 리시브를 바탕으로 팀은 첫 정규 시즌 1위에 올랐다.
2012-2013 시즌을 마치고 FA 자격을 얻은 그는 2013년 5월 인천 대한항공 점보스와 협상 끝에 연봉 5억 원의 조건으로 잔류하였다.
그러나 체육병역특례법 개정이 예상되자 결국 그는 입대를 선언했다. 2012년에 결혼하여 자녀를 두고 있었기 때문에 2013년 11월 5일 상근예비역 입대가 확정되었고, 인천 아시안 게임 출전을 위해 대한배구협회에서도 입대 연기를 요청했으나 국방부가 거절하였으며, 나이 제한으로 상무에도 입대할 수 없게 되어 인천 아시안 게임에서 뛸 수 없게 되었다. 2013년 11월 2일 충무체육관에서 열린 대전 삼성화재 블루팡스와의 개막전이 입대 직전에 그의 고별전이 되었다. 결국 세터 문제로 골머리를 앓던 대한항공은 황동일도 기대에 미치지 못하자, 황동일을 대전 삼성화재 블루팡스로 보내고 강민웅을 맞트레이드로 영입하였다.

### 2015-2016시즌
2015년 2년 동안의 군복무를 마치고 세터 문제로 골머리를 앓고 있었던 인천 대한항공 점보스로 복귀하였다.

### 2019-2020시즌
팀의 주전세터로 활약하면서 팀의 정규리그 2위를 이끌었고, 시즌 후 시상식에서 BEST7 세터부문을 수상하였다.

## 소속팀
- 2007년~: 인천 대한항공 점보스

## 수상 기록
- 2008년 KOVO 선정 "3월의 MVP"
- 2009년 제15회 아시아남자선수권대회 세터상
- 2009년 프로배구 V-리그 올스타전 남자부 1위
- 2010년 프로배구 V-리그 올스타전 남자부 1위
- 2010년 프로배구 정규리그 세터상

## 가족
- 부인,딸 3명

## 학력
- 소사초등학교
- 송산중학교
- 영생고등학교
- 한양대학교

## 광고
- 2012년 (주)스포츠토토 설기현, 김하늘, 김현수, 김선형, 김대현